# Andrew Sheridan
Andrew Sheridan (* 1. November 1979 in London) ist ein englischer Rugby-Union-Spieler. Er spielt als Pfeiler für die englische Nationalmannschaft und die Sale Sharks.
Sheridan begann im Alter von neun Jahren mit dem Rugbysport. Er spielte für zahlreiche Jugendauswahlen Englands, damals aufgrund seiner Größe (1,96 m) noch als Zweite-Reihe-Stürmer. Nach dem Titelgewinn bei der Weltmeisterschaft 2003 kam er zu seinem ersten Einsatz für eine englische Herrenauswahl, die auf die Barbarians traf. Das erste offizielle Länderspiel folgte im November 2004 gegen Kanada als Einwechselspieler.
Seit den Novemberländerspielen im Jahr 2005 gehört er zum festen Bestandteil des Kaders der englischen Nationalmannschaft. 2007 fiel er für einige Monate nach Verletzungen aus, kehrte jedoch rechtzeitig zur Weltmeisterschaft zurück. Dort gehörte er zu den Leistungsträgern des Teams, das bis in das Finale vordringen konnte, sich dort aber Südafrika geschlagen geben musste.
Im Jahr 2005 wurde er für die Neuseeland-Tour der British and Irish Lions berufen und kam zu fünf Einsätzen bei nicht in die Statistik eingehenden Spielen im Vorfeld der eigentlichen Testspiele gegen die All Blacks. Auch für die Folgetour, die die Lions 2009 nach Südafrika führte, wurde er nominiert. Er kam zu zwei Einsätzen gegen die „Springboks“.
Sheridan ist neben dem Rugbysport Musiker und geht dem Maurerhandwerk nach.